# ヴァイオリン協奏曲 (バーバー)
ヴァイオリン協奏曲（英語: Violin Concerto）作品14は、サミュエル・バーバーが1939年に完成させた協奏曲。独奏楽器と管弦楽のために書かれた3つある協奏曲の中で、最初の作品である。また、初期作品でありながらも、調性の扱いについて旧作よりも進歩的な発想が現れており、成熟期の作風を方向付けた作品としても重要である。

## 発表までの経緯
バーバーは、1939年にフィラデルフィアの産業資本家サミュエル・フェルズから、カーティス音楽院を1934年に卒業した自分の養子アイソ・ブリゼッリのためにヴァイオリン協奏曲を作曲するように依嘱され、前払い金を受け取るとスイスに行って作曲に着手した。第1楽章と第2楽章をブリゼッリに送ると、ブリゼッリは満足感を表し、叙情的な作品を褒め称えた。調性は発展的であるが長調で始まり短調で終わる構成となっている(この構成は調性が機能しているメンデルスゾーンのイタリア交響曲とブラームスのピアノ三重奏曲第1番 に他の例を認めることができる。)。それから1年遅れでバーバーは、華やかな無窮動の第3楽章を届けると、ブリゼッリは試してみたものの、自分にはとても歯が立たないと悟った。この終楽章は協奏曲には邪魔であるとブリゼッリは伝えた。この無窮動が、質においても内実においても先行する2つの楽章には不似合いであると仄めかして、終楽章をより大規模な、より洗練されたものにしてもらおうとバーバーを説得しようとしたのであったが、バーバーはこれを断わった。今度はフェルズが、前払い金を返せと要求してきた。バーバーは、協奏曲の作曲のためのスイス行きでその金は使ってしまったと答えている。バーバーとブリゼッリはその後も友人同士であり続けたが、2人の友情に関する評価は多くが矛盾するものである。結局ブリゼッリは、本作の初演を行なわなかったのであるが、後に非公開の場では演奏した。
当時カーティス音楽院のピアノ科教員であったラルフ・バーコウィッツが、ヴァイオリン科の若い学生ハーバート・ボーメルと知り合いになった。ボーメルは初見演奏に長けていることで知られており、バーコウィッツはボーメルに、数時間でこの協奏曲の終楽章に目を通し、ピアニストのヨーゼフ・ホフマンの練習所で顔合わせをするように頼んだ。ボーメルは譜面を精読してホフマンの練習所に行くと、見物人に（当時カーティス音楽院の教師になっていた）バーバー本人や、ジャン・カルロ・メノッティ、音楽院創立者のメアリー・ルイーズ・カーティス＝ボックが揃っていた。

## 楽器編成
フルート2、オーボエ2、クラリネットA管（B♭管への持替えあり）2、ファゴット2、ホルン2、トランペット2、ティンパニ、スネアドラム、ピアノ、ヴァイオリン独奏、弦楽五部。

## 楽章構成
1. Allegro （アレグロ）．ト長調
2. Andante （アンダンテ）．ホ長調（ただし嬰ハ短調が支配的）
3. Presto in moto perpetuo （無窮動によるプレスト）．イ短調で終止するがおおかた無調

作曲者自身が初演に次のような解説を寄せている。出版譜とは各楽章の発想記号が異なっており、作品を理解する上で興味深い。

## 録音
本作の録音は数多く、アイザック・スターンやイツァーク・パールマン、ギル・シャハム、ジョシュア・ベル、ヒラリー・ハーン、ジェイムズ・エーネスといった演奏家によって取り上げられてきた。スターンがレナード・バーンスタインの指揮とニューヨーク・フィルハーモニー管弦楽団との共演で1964年に行なった録音は、ロマン主義的な解釈で知られているのに対して、ヒラリー・ハーンがヒュー・ウルフの指揮するセントポール室内管弦楽団と共演した1999年の録音は、「醒めた新古典主義的な見方」によって高い称賛を浴びた。ジェニファー・スティントンは自身の編曲によるフルート協奏曲版を録音している。

## 参考資料
- The Strad magazine - November 1995  (The Barber's Violin Concerto:  The True Story)